# خرم کلونی
خرم کلونی (به انگلیسی: Khurram Colony) یک منطقهٔ مسکونی در پاکستان است که در پنجاب واقع شده‌است.